# Huzaaraap
De huzaaraap of patas (Erythrocebus patas) is een Afrikaanse meerkat. De wetenschappelijke naam van de soort werd voor het eerst geldig gepubliceerd door Johann Christian Daniel von Schreber in 1862.

## Kenmerken
De huzaaraap is een slanke apensoort met lange ledematen. De ruige vacht is oranjerood op de rug, de staart en de hoofdkruin en wit of gelig wit op de onderzijde en ledematen. Het gezicht is grijs en roze tot zwart van kleur. Westerse populaties hebben een lichtere gezichthuid en een donkerdere neus, oostelijke populaties hebben een zwarte gezichtshuid en een witte neus. Een duidelijke donkere band loopt over de wenkbrauwen. Volwassen mannetjes hebben een scherpere en helderdere tekening dan de meer doffe vacht van vrouwtjes en jonge dieren. Ook hebben ze vaak grijzere haren op de schouders. De anus van het mannetje is paars-roze van kleur, de penis is roze. De staart is dun en lang: 54 tot 74 cm, ongeveer even lang als de rest van het lichaam. De staart wordt tijdens het lopen boven de rug gehouden.
Mannelijke huzaarapen zijn veel groter dan vrouwtjes, regelmatig minstens twee keer zo groot. Het mannetje is 60 tot 87 cm lang, 34 tot 50 cm hoog en 10 tot 25 kg zwaar. Het vrouwtje is 48 tot 77 cm lang, 28 tot 45 cm hoog en 7 tot 14 kg zwaar.

## Verspreiding en leefgebied
De huzaaraap komt voor op de noordelijke savannen van Afrika, van Senegal en Mauritanië via Soedan en Noord-Oeganda tot West- en Centraal-Kenia en enkele geïsoleerde populaties in Tanzania (bijvoorbeeld de Serengeti). Hij is te vinden in drogere halfwoestijnen, bijvoorbeeld de rotsige Aïr in Sahara, de open graslanden van de Sahel-zone, in open savannen, struikgebieden en open bossen. Hij is het algemeenst in licht met enkele acacia's en struiken begroeide savannes. Het is samen met de groene meerkatten en de bavianen de enige Afrikaanse primaten die meer in open streken leven, andere soorten zijn meer bosbewoners.

## Leefwijze
De huzaaraap is overdag actief. 's nachts slaapt hij alleen of met zijn tweeën in de top van een boom. De belangrijkste vijanden zijn luipaarden en leeuwen. De huzaaraap is aangepast aan het leven op de grond. De lange ledematen zorgen ervoor dat het dier zich op de grond snel kunnen voortbewegen. Met maximumsnelheden tot wel 55 km/u is de huzaaraap de snelste renner onder de primaten.

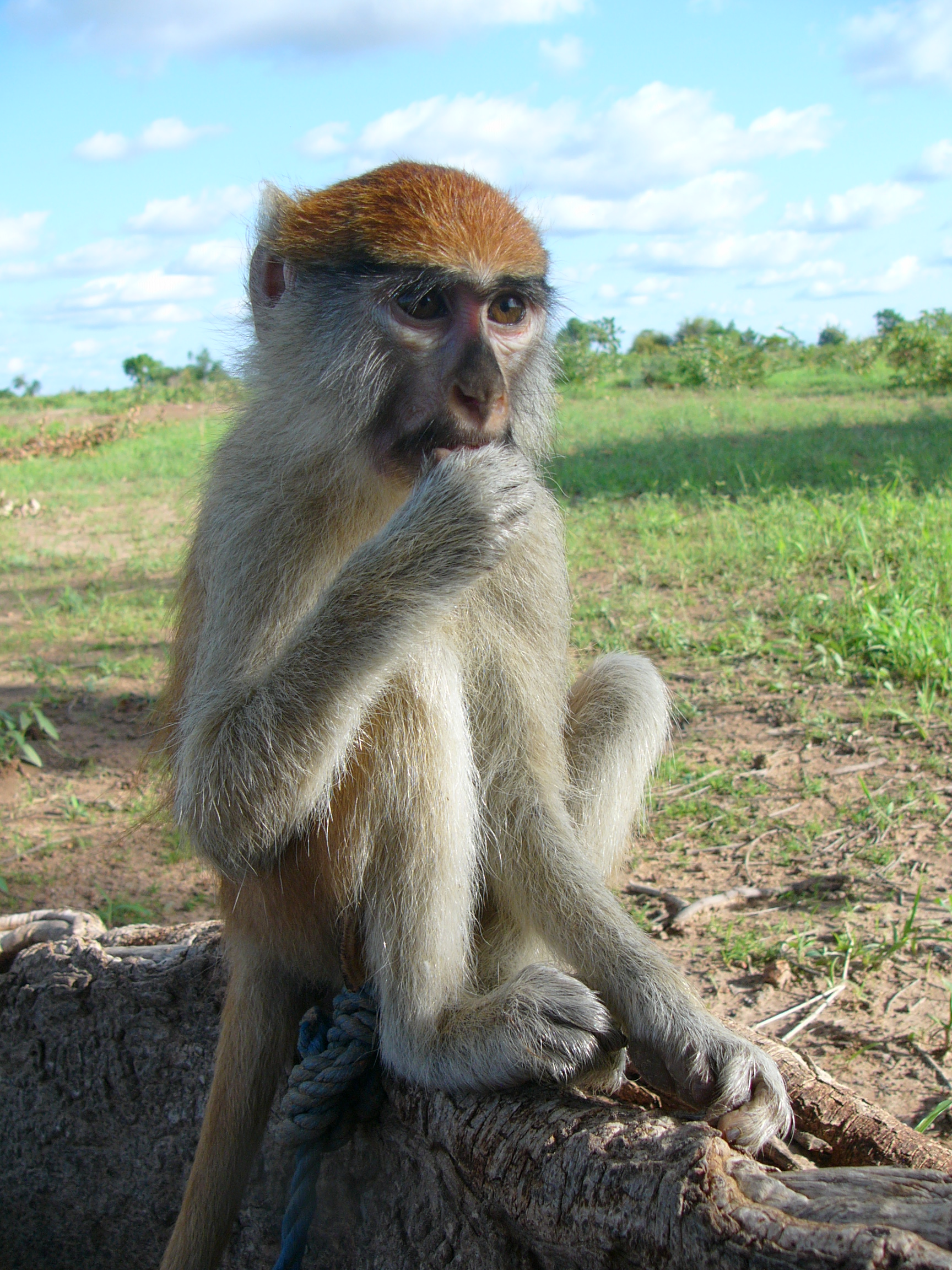
Een wijfje in Burkina Faso

De huzaaraap leeft in groepsverband. Een troep bestaat uit ongeveer vijfentwintig dieren, bestaande uit een dominant mannetje en meerdere vrouwtjes en jongen. Volwassen mannetjes zonder troep leven alleen of in kleine vrijgezellengroepjes.
De troep is agressief tegen andere troepen huzaarapen. Bij confrontaties gedraagt de gehele troep zich agressief. Andere apensoorten worden wel getolereerd. Van een territorium mag niet worden gesproken: het woongebied overlapt meestal voor een groot gedeelte met dat van andere troepen huzaarapen. Het woongebied verschilt qua grootte per seizoen en rijkdom aan voedsel. In gebieden die rijk zijn aan voedsel heeft de huzaaraap voldoende aan een kleiner woongebied, in drogere gebieden kan het woongebied wel 80 km² groot zijn. De troep legt per dag zo'n twaalf kilometer af. De apen staan regelmatig stil om de omgeving in de gaten te houden. Vooral het mannetje is zeer waakzaam en beschermt zijn troep.
Vrouwtjes in oestrus tonen dit door hun wangen op te blazen, hun lippen samen te trekken en een kreunend geluid voort te brengen. De huzaaraap kent een duidelijke voortplantingstijd (in Kenia tussen juli en augustus). In deze tijd sluiten meer mannetjes zich aan bij de troep. Na een draagtijd van ongeveer 24 weken worden de jongen tussen december en februari geboren. De pasgeboren jongen zijn donkerbruin van kleur. Vrouwtjes zijn na drie en een half jaar volgroeid, mannetjes na vijf jaar, alhoewel de ontwikkeling soms vertraagd is. De huzaaraap wordt waarschijnlijk een jaar of twintig in het wild.
De huzaaraap zoekt naar voedsel in kleinere groepen. Hij eet voornamelijk plantaardig materiaal, als zaden, peulvruchten, bladeren, grassen, vruchten, bessen, gallen, gom, bloemen en soms insecten en andere ongewervelden, paddenstoelen, eieren en kleine gewervelde dieren. Ook bezoekt hij in de droge tijd regelmatig waterbronnen.

## Relatie met de mens
De huzaaraap is niet bedreigd, maar de recente droogte in de Sahel en de ontbossing hebben zeker een nadelig effect op de aantallen. De huzaaraap kan zich echter snel aanpassen. Zo heeft de soort in verscheidene landbouwgewassen een nieuwe voedselbron ontdekt. Een groep huzaarapen kan veel schade aanrichten aan landbouwgewassen. Vooral maïs, banaan en gierst worden gegeten, evenals Lantana, katoen en schijfcactus. Om deze reden worden huzaarapen in sommige gebieden als ongedierte beschouwd en bejaagd. Het dier wordt ook in laboratoria gehouden.